# Drospirenon

Strukturformel för drospirenon

Drospirenon (IUPAC-namn: (6R,7R,8R,9S,10R,13S,14S,15S,16S,17S)-1,3',4',6,6a,7,8,9,10,11,12,13,14,15,15a,16-hexadekahydro-10,13-dimetylspiro-[17H-dicyklopropa-6,7:15,16]cyklopenta[a]fenantren-17,2'(5H)-furan]-3,5'(2H)-dion), summaformel C24H30O3) är en gestagen, ett syntetiskt kvinnligt könshormon påminnande om vanligt progesteron. 
Drospirenon ingår bland annat i vissa p-piller och används förutom som preventivmedel även i behandling av endometrios.